# ジョナタン・テハウ
ジョナタン・テハウ（Jonathan Tehau, 1988年1月5日 - ）は、タヒチ出身のサッカー選手。タヒチ・ディビジョン・フェデレールのASドラゴンに所属。ポジションはミッドフィールダー。
双子の弟アルヴァン・テハウとロレンツォ・テハウ、従兄弟のテアオヌイ・テハウもタヒチ代表のサッカー選手である。

## 代表歴
2011年8月27日、パシフィックゲームズ2011のフィジー戦でタヒチ代表デビューを飾る
。2012年6月1日、OFCネイションズカップ2012のサモア戦で初得点を記録。この大会では通算4得点を挙げてチームの初優勝に貢献し、FIFAコンフェデレーションズカップ2013への出場権を獲得した。
2013年6月18日、コンフェデレーションズカップ本大会の初戦で、アフリカ王者のナイジェリアと対戦。3点ビハインドの後半9分、コーナーキックからヘディングシュートを決め、タヒチ代表にとってFIFA主催の国際大会で史上初となる歴史的なゴールを奪った。しかし、その6分後にはクリアミスからオウンゴールを献上。試合は最終的に1-6で敗れたものの、大会史上初めて両チームのゴールを挙げた選手として、その名を刻むこととなった
。
この結果、タヒチサッカー連盟は公式ツイッターで、同じオセアニア地域にある各国のサッカー協会に対して、このゴールを「全てのオセアニアの国のゴールだ」と投稿し、その喜びを表現した。